# Melaloncha borgmeieri
Melaloncha borgmeieri är en tvåvingeart som beskrevs av Brown och Giar-Ann Kung 2006. Melaloncha borgmeieri ingår i släktet Melaloncha och familjen puckelflugor. Inga underarter finns listade i Catalogue of Life.